# Jonathan Larson
Jonathan Larson (White Plains, 1960 - Nova York, 1996) fou un autor teatral famós per la seva cèlebre obra Rent, un musical que va adquirir fama mundial.

## Naixement i inicis
Va néixer el 1960, en un poble prop de Nova York, on transcorre l'acció de Rent. Des de petit destacà en el teatre musical, tot i que llavors estava dividit entre la composició musical i la interpretació. En una entrevista que va tenir amb el famós Stephen Sondheim fou quan es decidí per la composició: "Hi ha més actors morts de fam que compositors morts de fam", va dir-li Sondheim.
El 1982, després de graduar-se, se'n va anar a Nova York. Els seus següents anys allà gaudí d'una vida bohèmia en un apartament de lloguer barat que compartia amb altres companys. Treballava part de la setmana com a cambrer al SoHo, en un restaurant anomenat "Moondance Diner". Va estar sortint amb una ballarina durant quatre anys que solia abandonar-lo per altres homes i després tornava amb ell, fins que finalment varen acabar.

## Tick, tick... boom!
Tick, tick... boom! explica la història autobiogràfica de Jonathan Larson (Jon al text) que sembla tenir un futur prometedor, però poca sort. El jove de Nova York es troba en un gran dilema prop de complir els trenta anys, amoïnat per prendre la decisió correcta respecte a la carrera que haurà de fer a la seva vida. Tot i que l'espectacle és original de Larson, presenta algunes diferències i similituds amb Company, obra escrita pel seu ídol i mentor, Stephen Sondheim. Tanmateix, el tret de Larson és evident, i a través d'una senzilla anècdota ens porta al seu món, un món cruel, ple d'imperfeccions i molt real, que reflecteix la Nova York dels anys '90. Tick, tick... boom! s'estrenà i fou produïda per l'Off-off Broadway el 1990 al teatre "Second Stage" i al "New York Theatre Workshop" el novembre del 1991. Llavors s'anomenà 30/90 un monòleg rock i fragments de Supèrbia, una obra futurista que van tenir en compte en el monòleg, ambdues amb una fórmula teatral innovadora en aquells temps. Després de la mort de Larson el 1996, la productora "Victoria Leacock" sol·licità David Auburn (autor i guanyador del premi Pulitzer per Proof) que reconfigurés l'obra, convertint-lo d'un monòleg a un espectacle de tres actors en escena. En aquest sentit, l'estructura és curiosa i creativa, car només un actor interpreta Jon durant tot el show, mentre que els altres dos interpreten un nombre més gran de personatges, a més d'això, s'arribà a fer-hi el llibret més compacte, entenedor i executable en un sol acte. Les millores d'Auburn consoliden una proposta significant i més acord al gènere, però respectant les idees originals. I és que quan Larson presentà el show original, el feu amb tota la intenció d'atraure el jove productor Jeffrey Séller perquè invertís en els seus treballs. Séller es convertí en el fan número u dels treballs de Larson, de fet, fou qui va promoure amb gran força fins a atènyer traslladara Rent a Broadway. Això pot plantejar un problema quant a l'autoria real del text i és que efectivament tot i que el text teatral és una versió d'Auburn, tant el llibret original, les lletres de les cançons i la lletra de les mateixes són del mateix J. Larson. En anys més propers, una producció Off-Broadway del musical va dur-se a terme al teatre "Jane Street", iniciant el 23 de maig del 2001 romanent fins al 6 de gener del 2002. La producció va rebre diverses nominacions per part dels premis Drama Desk, incloent-hi Outstanding Musical, i guanyà el premi Outer Critics Circle per Outstanding Off-Broadway Musical; Raül Esparza, qui interpretava Jon, guanyà el premi Obie, com a millor actuació. Tick, tick... boom! obrí al "West End", Londres, a la "Menier Chocolate Factory" el 31 de maig del 2005 romanent-hi fins al 3 de setembre del mateix any. El mateix any a Califòrnia obrí una producció al teatre "Rubicon" amb la direcció de Scott Schwartz, qui havia dirigit les versions del 2001 Off-Broadway i West End.
Musicalment, la seva base està al rock, però hi presenta des de balades fins música country, i àdhuc alguns fragments de les composicions del seu mestre Sondheim i Bernstein. tot i que en general és molt més lleugera que 'Rent, Tick, tick... boom! mostra les frustracions, sentiments, pors i percepcions del jove compositor i que qualsevol proper que es trobi o hagi passat per etapes de transició en la seva vida podrà identificar-s'hi, sense excedir en allò que és melós.
Durant el col·legi, Larson entrà en contacte amb el seu ídol i major influència musical: Stephen Sondheim, a qui ocasionalment enviava els seus treballs perquè els revisés. Per això a Tick, tick... boom! la cançó anomenada "Sunday" és un homenatge a Sondheim, qui regularment escrivia cartes de recomanació a Larson amb diversos productors i està basada en el final del primer acte de Sunday in the Park with George del mateix mentor.
El 2021, Lin-Manuel Miranda va dirigir l'adaptació cinematogràfica del musical. La pel·lícula va estar protagonitzada per Andrew Garfield en el paper de Larson.

## La creació deRent
El 1989 un escriptor d'obres anomenat Billy Aronson hi arriba amb la idea d'escriure un musical actual a partir de La Bohème. Solien asseure's al teulat de l'apartament d'en Jonathan per discutir-hi idees. De llur distinta forma de veure el projecte, finalment jon es queda treballant sol en el mateix, el 1991. A partir d'aquí passen anys i anys de treball i contactes i més treball, fins que finalment hi van participant en el seu projecte les diferents persones que el van fent possible: gent del "New York Theatre Workshop", els productors, un director de teatre...
L'octubre del 1995 encara hagué d'escriure l'obra un cop més. A Jon li faltaven les ganes o les forces per fer-ho -i amb raó, que havia començant a treballar-hi en això sis anys abans-. Aconseguiren convèncer-lo i per desembre ja s'assajava amb el text definitiu, després de dops mesos sense somni ni descans. Les expectatives eren bones.

## Mort i èxit
A mitjans de gener del 1996, a només una setmana de l'estrena, s'assajava "What you own" quan Jon va desvanir-se. Fou portat a l'hospital, on va ser diagnosticat d'una intoxicació d'estómac d'alguna cosa que havia menjat. Més tard, el mateix Jonathan els explicava als seus amics l'increïble que li resultava que l'última cançó que hagués escoltat, "What you own", fos una cançó que ell va compondre sobre morir al final del mil·lenni. Un parell de dies després, davant d'un incident semblant els metges varen dir que Jon tenia la grip.
La nit del 25 de gener del 1996, el dia abans del primer pas privat oficial, Jonathan Larson va acudir a l'assaig final de vestuari de Rent. Un periodista del "New York Times" acudí a entrevistar-lo. Era el 100è aniversari de la "Bohème". Ningú se n'havia adonat d'ençà. Off-the-record, el periodista li comentà a Jon que l'obra era -en la seva opinió- un meravellós èxit. Cansat, Jon tornà a casa seva, escalfà una mica d'aigua pel te i hi morí.
Rent es convertí en un dels majors èxits de Broadway, representant-s'hi al llarg del món amb idèntic resultat.